# Specifický symbol
Specifický symbol je dodatečný symbol bankovních plateb, který je definován jako nejvýše desetimístné číslo, přičemž i algebraicky nevýznamné nuly před začátkem čísla jsou pro vyhodnocení symbolu platné.
Specifický symbol není u plateb povinný, slouží jako rozšiřující identifikátor pro označení například stejných saldokontních případů (IČO, rodné číslo, číslo smlouvy) účtovaných v různých fiskálních měsících, tak aby variabilní symbol mohl dále plnit svou funkci jednoznačného (variabilního /proměnného) identifikátoru konkrétní platby a zároveň bylo možné identifikovat platby za stejný saldokontní případ. 

## Historie
Dříve byl specifický symbol používán i jako součást identifikace bankovního účtu a vkladních knížek České spořitelny. Zákazníci jedné pobočky banky měli společný účet a byli rozlišováni právě specifickým symbolem. Tato zvláštnost skončila 5. dubna 2004, kdy došlo k přečíslování na plnohodnotné individuální účty. V ostatních českých bankách již čísla účtů požadavkům Evropské unie odpovídala. Ještě pět let však bylo možné posílat peníze i na účty s původním číslem a specifickým symbolem.